# Xã Penn, Quận Westmoreland, Pennsylvania
Xã Penn (tiếng Anh: Penn Township) là một xã thuộc quận Westmoreland, tiểu bang Pennsylvania, Hoa Kỳ. Năm 2010, dân số của xã này là 20.005 người.